# 피스트 (2005년 영화)
《피스트》(영어: Feast)는 미국에서 제작된 존 굴러거 감독의 2005년 액션 공포 코미디 영화이다. 밸서자 게티 등이 출연하였고, 조엘 스와손 등이 제작에 참여하였다. 《프로젝트 그린라이트》 시즌 3을 통해 벤 애플렉, 맷 데이먼, 크리스 무어, 웨스 크레이븐, 그리고 라스베이거스에 기반을 둔 사업가 집안 멀루프가의 지원을 받아 만들어졌다.
극장 흥행에는 실패하였으나 속편 《피스트 2》(2008, Feast II: Sloppy Seconds)와 《피스트 3》(2009, Feast III: The Happy Finish)이 제작되었다.

## 줄거리
네바다주 한 술집에 괴물들이 침입을 시도한다. 손님들은 판자로 창문을 막으며 방어하지만 어린 개체가 작은 몸체를 이용해 침입한 뒤 벽에 걸린 사슴 머리 박제에 삽입 성관계를 시도하는 모습을 발견하고 경악하여 생포한다.
하나둘 괴물들에게 당하는 가운데 손님들은 어린 괴물을 죽인 뒤 건물 밖에 내놓는다. 부모 괴물들은 이 시체를 삼켜 양분으로 삼아 바로 성관계를 가진 뒤 몇 초 안에 어린 괴물 두 마리를 더 낳고 공격을 재개한다. 손님들은 괴물들을 따돌리고 도망칠 방법을 궁리하기 시작하는데...

## 출연진
- 밸서자 게티
- 크리스타 앨런
- 조시 저커먼
- 나비 라왓
- 제니 웨이드
- 헨리 롤린스
- 두에인 휘터커
- 클루 굴러거
- 주다 프리들랜더
- 제이슨 뮤스
- 다이앤 아얄라 골드너
- 에릭 데인
- 타일러 패트릭 존스

## 기타 제작진
- 공동 제작: 앤드루 제임슨, 래리 탠즈, 마크 주버트
- 라인 제작: 벤 오먼드
- 배역: 미셸 모리스
- 미술: 클라크 헌터
- 의상: 줄리아 바살러뮤